# Харолд Перино
Харолд Перино (на английски: Harold Perrineau) (роден на 7 август 1963 г.) е американски актьор, най-известен с ролята си на Майкъл Доусън в американския сериал „Изгубени“.

## Избрана филмография
- „Дим“ („Smoke“, 1995)
- „Ромео + Жулиета“ („Romeo + Juliet“, 1996)
- „Изгубени“ („Lost“, 2004 – 2010)
- „28 седмици по-късно“ („28 Weeks Later“, 2007)
- „Престъпник“ („Felon“, 2008)
- „Враг номер едно“ („Zero Dark Thirty“, 2012)
- „Константин“ („Constantine“, 2014 – )